# Rundkolben

Verschiedene Einhals-Rundkolben in Seitenansicht.

Zwei- und Dreihals-Rundkolben (letztere in zwei Varianten) in der Seitenansicht.

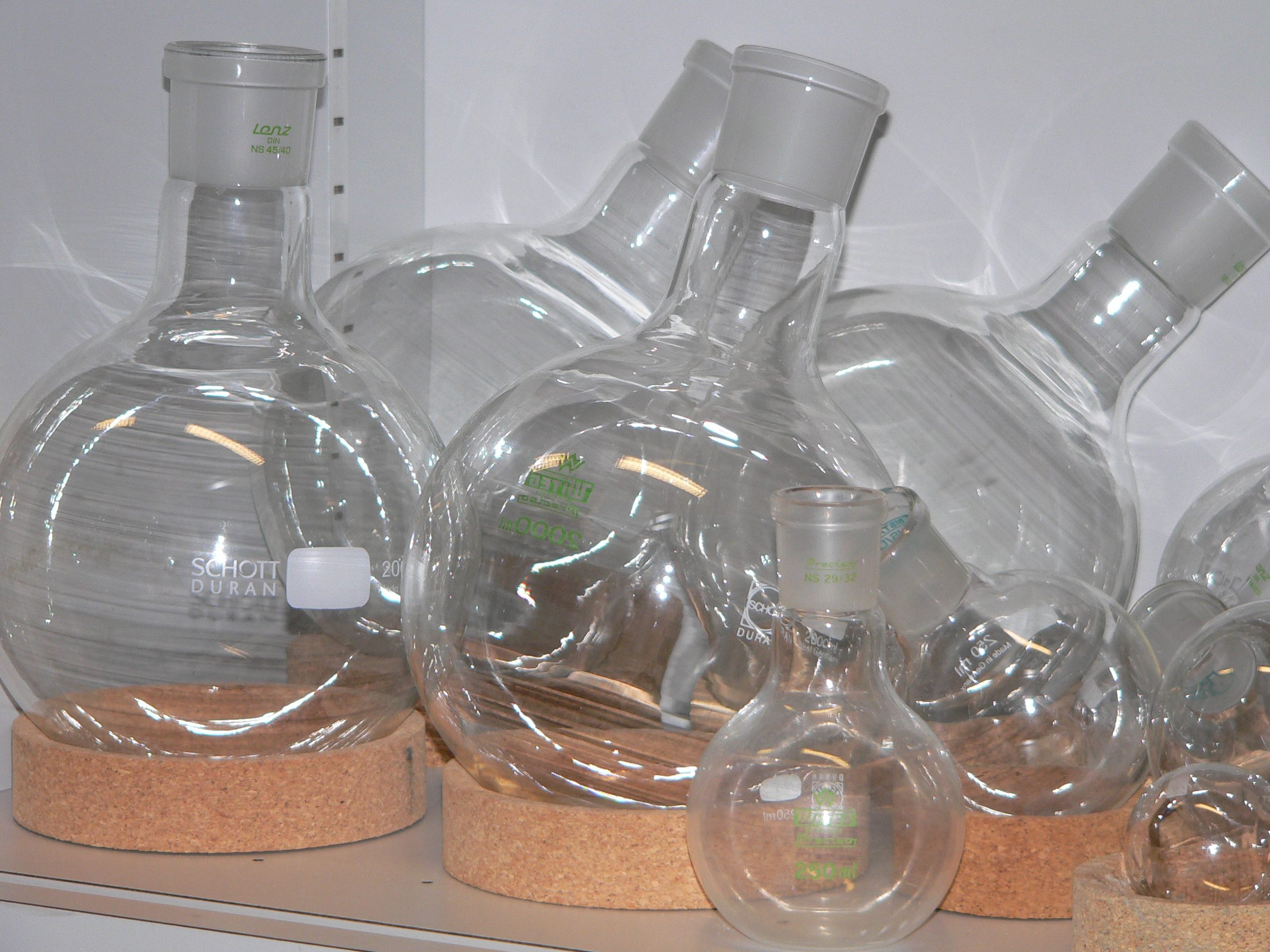
Rundkolben mit Normschliff, verschiedene Größen

Rundkolben sind Kolben, die aus einem unteren kugelförmigen Teil und einem zylindrischen Hals bestehen. Sie sind aus Duran (Glas) (früher Jenaer Glas) hergestellte und nach DIN/ISO genormte Reaktions-Gefäße in der Chemie. Sie werden in diversen Größen (von 10 ml bis zu 25 l) und auch als Mehrhalskolben mit geraden oder seitlichen Hälsen gefertigt. Auch aus Braunglas gefertigte Rundkolben benutzt man gelegentlich im Labor.
Weitere Ausführungen:
- Enghals- und Weithalskolben
- Langhals- und Kurzhalskolben
- Kolben ohne oder mit „Schliff“  (Normschliff, Kugelschliff o. ä.).[1]

Rundkolben mit Normschliff haben im Labor viele unterschiedliche Hülsengrößen. Die gängigste, NS 29/32 dient dem Anschluss weiterer Glasgeräte (z. B. Kühler). Daneben werden im Labor und Technikum Rundkolben mit Kugelschliff verwendet, im Labor z. B. als Auffanggefäß für das Destillat an Rotationsverdampfern und in Technika bei größeren Gefäßen.
Rundkolben dürfen – im Gegensatz zu Stehkolben (z. B. Erlenmeyerkolben) – unter Vakuum gesetzt werden, ohne dass die Gefahr einer Implosion bestehen könnte. Zudem ermöglicht die runde Form ein gleichmäßiges Erwärmen.